# Facatativá
Facatativá ist eine Gemeinde (municipio) im Departamento Cundinamarca in Kolumbien, die zur Metropolregion Bogotá gehört.
Das Wort Facatativá stammt aus der Muisca-Sprache, die zu der Familie der Chibcha-Sprachen gehört und könnte mit Fort am Ende der Hochebene übersetzt werden.

## Geographie
Facatativá liegt in Cundinamarca und ist die Hauptstadt der Provinz Sabana Occidente. Facatativá liegt auf einer Höhe von ungefähr 2586 Metern am westlichen Rand der Sabana de Bogotá, etwa 36 km von Bogotá entfernt. Die Gemeinde grenzt im Norden an Sasaima, La Vega und San Francisco, im Süden an Zipacón, Bojacá und Anolaima im Osten an Madrid, El Rosal und Bojacá und im Westen an Anolaima und Albán.

## Bevölkerung
Die Gemeinde Facatativá hat 141.762 Einwohner, von denen 128.531 im städtischen Teil (cabecera municipal) der Gemeinde leben (Stand: 2019).
In Facatativá hat das Bistum Facatativá seinen Sitz.

## Geschichte
Facatativá wurde offiziell am 3. Juli 1600 vom Oidor Diego Gómez de Mena gegründet, der indigene Gruppen an der Stelle des heutigen Ortes ansiedeln ließ.
Als Ende des 19. Jahrhunderts die von Girardot hinaufführende Girardot-Bahn gebaut wurde und die von Facatativá nach Bogotá weiterführende Sabana-Bahn (Ferrocarril de la Sabana, auf einer Teilstrecke 1993 wiederbelebt als Tren Turístico de la Sabana), gelangte die Stadt zu einer gewissen wirtschaftlichen Bedeutung durch den Umstand, dass beide Strecken unterschiedliche Spurweiten hatten, alle Waren infolgedessen umgeladen werden mussten und dies die Möglichkeit eröffnete, Handel zu treiben. So wurde Facatativá gewissermaßen zum Stapelplatz.

## Wirtschaft
Der wichtigste Wirtschaftszweig ist die Landwirtschaft. Die meisten Beschäftigten gibt es im Zierpflanzenbau. Außerdem werden Kartoffeln, Erbsen, Mais, Gemüse, Hülsenfrüchte und Erdbeeren angebaut.

## Sport
In Facatativá war der Fußballverein Expreso Rojo ansässig, der in der kolumbianischen zweiten Liga spielt. Der Verein zog jedoch Anfang 2014 nach Girardot um. Expreso Rojo trug seine Heimspiele im Estadio Jorge Torres Rocha aus.

## Söhne und Töchter
- José Agustín Valbuena Jáuregui (1927–2024), römisch-katholischer Geistlicher, Bischof von Valledupar
- Gustavo Wilches (* 1962), Radrennfahrer
- Wilson Marentes (* 1985), Radrennfahrer
- Fabio Duarte (* 1986), Radrennfahrer